# Sicard II de Lautrec
Pour les articles homonymes, voir Sicard de Lautrec.
Sicard II de Lautrec (970 ou 980 - 1038) est le troisième vicomte de Lautrec, de 989 à 1038. Membre de la famille de Lautrec, il est le fils d'Izarn Ier de Lautrec et d'Avierne.
Il a deux fils :
- Isarn II de Lautrec, vicomte de Lautrec après lui ;
- Frotard de Lautrec, évêque d'Albi de 1062 à 1079[2].